# Hartwig Steenken
Hartwig Steenken (ur. 23 lipca 1941 w Twistringen, zm. 10 stycznia 1978 w Hanowerze) – niemiecki jeździec sportowy. Złoty medalista olimpijski z Monachium. 
Reprezentował barwy RFN. Sukcesy odnosił w skokach przez przeszkody. Igrzyska w 1972 były jego drugą olimpiadą, wcześniej brał udział w IO 68. W 1972 zajął  czwarte miejsce w konkursie indywidualnym, triumfował w drużynie. Partnerowali mu Fritz Ligges, Gerd Wiltfang i Hans Günter Winkler. Startował na koniu Simona. Zostawał indywidualnym mistrzem świata (1974), Europy (1971) oraz RFN (1969, 1970, 1973).